# Frederick Banting
Sir Frederick Grant Banting (Alliston, 14. studenog, 1891. – kraj Musgrave Harboura, 21. veljače, 1941.) bio je kanadski znanstvenik, liječnik i dobitnik Nobelove nagrade za fiziologiju ili medicinu.

## Životopis
Banting je rođen u gradu Alliston, država Ontario, Kanada. Nakon studija medicine na Sveučilištu u Torontu diplomirao je 1916., služio je u kanadskoj vojsci kao liječnik za vrijeme Prvog svjetskog rata. Za svoje zasluge dobio je odlikovanje Vojnog križa (engl: Military Cross).
Poslije rata vratio se u Kanadu i između 1919. g. i 1920. g. završio je obrazovanje za ortopeda u Bolnici za bolesnu djecu u Torontu. 
Godine 1920. radio je u Londonu, Ontario, gdje je na sveučilištu (University of Western Ontario) držao predavanja iz endokrinologije.
Tamo je u noći 31. listopada 1920. za vrijeme rutinskog čitanja medicinskih časopisa, zapisao ideju kako izolirati sekret gušterače, što je bio odlučujući korak za liječenje dijabetesa.  
Nezadovoljan svojim radom i oduševljen novom idejom Banting je napustio London i preselio se u Toronto. Na Sveučilištu u Torontu je 17. svibnja 1921. pod nadgledanjem profesora John Macleoda i uz pomoć mladog studenta Charles Besta počeo svoje istraživanje.
Tijekom ljeta 1921. Banting je isprobavao svoju ideju. Psima bi podvezao glavni vod gušterače koja bi djelomično atrofirala. Nekoliko tjedana kasnije bi psima odstranio gušteraču, koja bi po njegovim idejama tada bila puna čistog sekreta. Ekstrakt toga sekreta davao je psima s dijabetesom i promatrao razinu šećera u krvi.
Nakon nekoliko mejseci intenzivnog rada, metoda koju je Banting koristio pokazala uspješnom, psi s dijabetesom živjeli su uz pomoć ekstrakta.
Svoje rezultate pokazao je Macleodu koji čitavo ljeto bio na godišnjem odmoru.
Ovi rezultati dali su poticaj daljnjem istraživanju u jeseni. U istraživanje su se direktno uključili Macleod i kemičar James Collip. Trud ekipe u sljedeće dvije godine, doveo je do mogućnosti dobivanja korisnog ekstrakta koji je nazvan inzulin.
Nekoliko mjeseci kasnije počela je masovna proizvodnja i uskoro su produženi milijuni života ljudi koji su bolovali od endokrine bolesti diabetes mellitus.
Godine 1923. Banting i Macleod dobili su Nobelovu nagradu za fiziologiju ili medicinu.
Banting je podijelio novac od nagrade sa svojim asistentom, Bestom, smatrajući da je Best više zaslužio nagradu nego Macleod, koji je zauzvrat podijelio svoj novac od nagrade s Collipom.
Banting je cijenjen u čitavoj Kanadi kao prvi svjetski poznati znanstvenik iz Kanade. Vlada mu je dala doživotnu potporu za sva istraživanja. 1934. britanski kralj Đuro V. proglasio ga je vitezom.

## Vojna istraživanja
Tijekom 1930-ih je Banting u strahu od mogućeg rata, počeo nekoliko istraživanja. Odigrao je važnu ulogu u nastanku prvog gravitacijkog odjela za masovnu proizvodnju koja su kasnije koristili piloti RAF (Royal Air Force) za vrijeme rata. Surađivao je i u izradi biološkog oružja, u smislu protumjere i masovne proizvodnje antraksa, iako je njegova upletenost nejasna.  
Banting je poginuo 21. veljače, 1941. u avionskoj nesreći, prilikom putovanja u Englesku. Avion se srušio ubrzo nakon polijetanja, 10 milja od mjesta Musgrave Harbour i pilot je preživio uz pomoć mještana. 
Točna svrha leta je nepoznata.
Banting je bio i nadobudni slikar.
Dva puta se ženio (prva žena je preminula) i imao je jednog sina (William) iz prvog braka.

## Paulescuvo otkriće inzulina
Godine 1916. Nicolae Paulescu, rumunjski fiziolog i profesor medicine, uspio je razviti vodenast esktrakt gušterače koji je nakon primjene na psima s dijabetesom kod njih normalizirao razinu šećera u krvi.
Poslije prvog svjetskog rata uspio je izolirati antidiabetički hormon gušterače koji je on nazvao pankrein.
Na tu temu napisao je nekoliko znanstvenih radova i 10. travnja 1922. osigurao je autorska prava za svoju metodu proizvodnje pankreina.

## Vanjske poveznice
- (engl.)Banting digitalna knjižnica
- (engl.)Otkriće inzulina
- (engl.)Banting House National Historic Site
- (engl.)CBC Najveći Kanađani - Frederick Banting
- (engl.)Obavijest za medije o Sir Frederick Bantingovom Memorial Crossu
- (engl.)Bantingovo predavanje
- (engl.)Ontario plakete - Otkriće Inzulina  Arhivirana inačica izvorne stranice od 2. travnja 2021. (Wayback Machine)
- (engl.)CBC Digitalni arhiv - Banting, Best, Macleod, Collip: Traženje lijeka za dijabetes
- (engl.)Poznati kanadski liječnici: Sir Frederick Banting